# Comaserica simillima
Comaserica simillima är en skalbaggsart som beskrevs av Brenske 1899. Comaserica simillima ingår i släktet Comaserica och familjen Melolonthidae. Inga underarter finns listade i Catalogue of Life.